# Teichospora pruniformis
Teichospora pruniformis är en svampart som tillhör divisionen sporsäcksvampar och som först beskrevs av William Nylander och som fick sitt nu gällande namn av Petter Adolf Karsten. 
Teichospora pruniformis ingår i släktet Teichospora, och familjen Teichosporaceae. Arten är reproducerande i Sverige.